# Landschaftsschutzgebiet Kreis Soest

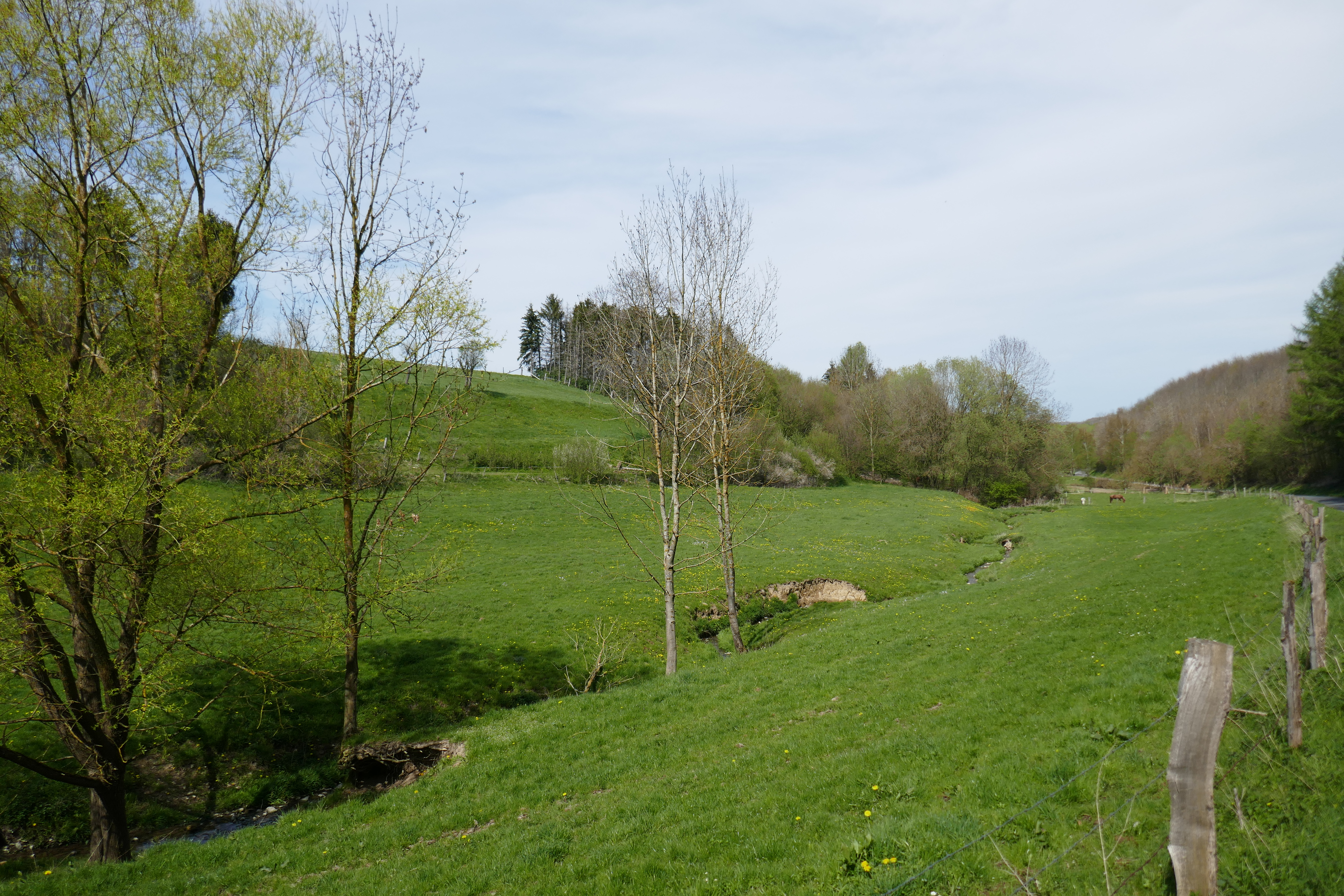
Aschental bei Meiste

Das Landschaftsschutzgebiet Kreis Soest mit ca. 31.320 ha Flächengröße liegt im Kreis Soest. Das Gebiet wurde 2009 von der Bezirksregierung Arnsberg als höherer Landschaftsbehörde als Landschaftsschutzgebiet (LSG) ausgewiesen. Das LSG liegt auf den Gebieten der Städten Erwitte, Geseke, Rüthen, Soest, Warstein und Werl sowie den Gemeinden Anröchte, Bad Sassendorf, Möhnesee und Welver. Das LSG geht bis an den Siedlungsränder. Südliche Bereiche des LSG gehören zum Naturpark Arnsberger Wald. Teile gehören seit 2004 auch zum 48.378 Hektar großen Vogelschutzgebiet Hellwegbörde. 

## Beschreibung
Das LSG umfasst großflächig Wald, Grünlandflächen und Äcker im Kreis Soest außerhalb der Landschaftsplangebiete und Siedlungsräumen.

## Schutzzweck
Die Ausweisung erfolgte wie bei anderen LSGs im Kreis Soest zur Erhaltung oder Wiederherstellung  der Leistungsfähigkeit des Naturhaushaltes; wegen der Vielfalt, Eigenart oder Schönheit des Landschaftsbildes oder wegen ihrer besonderen Bedeutung für die Erholung, insbesondere im Naturpark Arnsberger Wald. Die LSG Ausweisung erfolgte in diesem Fall auch wegen der Bedeutung als Vernetzungs- und Rückzugsraum in der intensiv genutzten Agrarlandschaft und der Ausstattung des LSG mit belebenden und gliedernden Elementen wie z. B. Waldflächen, Baumreihen, Obstwiesen, Feldgehölzen, Hecken, Schledden und Wasserläufen.

## Rechtliche Vorschriften
Wie in den anderen Landschaftsschutzgebieten im Landschaftsplangebiet besteht im LSG ein Verbot, Bauwerke zu errichten. Die Untere Naturschutzbehörde kann Ausnahme-Genehmigungen für Bauten aller Art erteilen. Wie in den anderen Landschaftsschutzgebieten besteht im LSG ein Verbot, Weihnachtsbaum-, Schmuckreisig- und Baumschul-Kulturen anzulegen. Südlich der Möhne sind Erstaufforstungen verboten.